# Elisaveta Blumina
Elisaveta Blumina (russisch Елизавета Блюмина, transl.: Elizaveta Blûmina; * vor 1976 in Leningrad) ist eine klassische Pianistin. Der Schwerpunkt ihres Wirkens konzentriert sich auf Komponisten, die in der Vergangenheit aufgrund ihres Geschlechts, ihrer Religion, ethnischer Zugehörigkeit oder politischer Einstellung nicht aufgeführt wurden und in der Folge in Vergessenheit gerieten.

## Leben
Blumina wurde als Tochter der Pianistin Mara Mednik geboren. Lange Zeit wollte sie Ballerina werden und besuchte die berühmte Vaganova-Akademie in Sankt Petersburg. Klavier, Kammermusik und Liedbegleitung studierte sie am Rimski-Korsakow-Konservatorium. Bereits mit 16 Jahren gab sie mit dem Leningrader Symphonieorchester mit Brahms’ Klavierkonzert Nr. 1 ihr Debüt als Solistin. Im Jahr 1992 siedelte sie zusammen mit ihrer Mutter nach Hamburg um. Später setzte sie ihre Studien in Hamburg, Bern und London fort. Zu ihren Lehrern zählen Radu Lupu, András Schiff,  Evgeni Koroliov und Paul Badura-Skoda. Im Alter von 23 Jahren gewann sie den Internationalen Johannes-Brahms-Wettbewerb.
Seitdem spielte sie auf zahllosen Festivals und Konzerten, darunter in den renommiertesten Konzertsälen wie der Berliner Philharmonie und der Carnegie Hall in New York. Zu den vorläufigen Höhepunkten ihrer Karriere zählt die Verleihung des Klassik-Musikpreises ECHO, den sie 2014 gemeinsam mit ihrem Trio Ensemble Blumina erhielt.
Das Trio Ensemble Blumina gründete sie gemeinsam mit dem Oboisten Kalev Kuljus (NDR-Sinfonieorchester) und dem Fagottisten Mathias Baier (Staatskapelle Berlin) im Jahre 2008. Seit 2012 ist Blumina die Künstlerische Leiterin des Hamburger Kammermusikfestes und auch des Festivals Giluim in Schönebeck. „Kammermusik ist mein Leben“, bekannte sie in einem Interview.

## Vergessene Komponisten
Dass Mieczysław Weinberg heute wieder regelmäßig aufgeführt wird und seine Werke nun auch eingespielt werden, ist ein Verdienst Gidon Kremers, der seinerseits durch Blumina mit dem „Weinberg-Fieber“ angesteckt wurde. Blumina setzt sich für „unerwünschte“ Komponisten ein. In ihren Konzerten präsentiert sie manchmal nicht nur deren Musik, sondern auch ihr Schicksal. Damit fand sie bei einer Reihe von Konzerten in den jüdischen Gemeinden in Deutschland großen Anklang: „Die Schicksale berührten viele der Zuhörer und knüpften manchmal an ihre eigenen Erfahrungen an.“
Ein besonderes Anliegen ist ihr die eigenwillige Musik Galina Ustwolskajas, die aufgrund ihrer tiefen christlichen Religiosität in der Sowjetunion keine Anerkennung fand.